# St. Nikolai zu Bauer

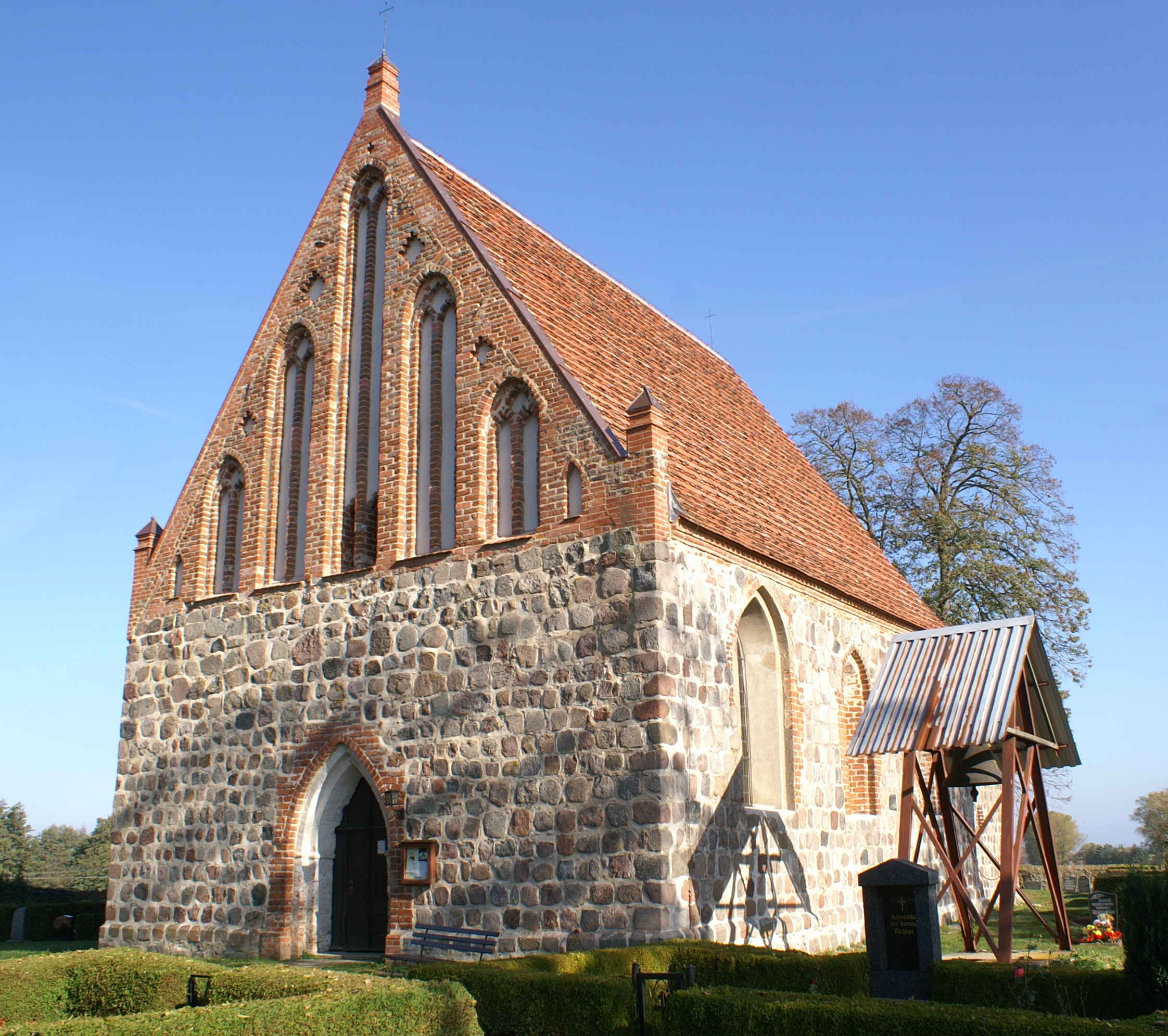
St. Nikolai zu Bauer

Die Kirche Sankt Nikolai zu Bauer in Wehrland, einem Ortsteil der Gemeinde Zemitz im Landkreis Vorpommern-Greifswald, ist ein Feldsteinbau aus dem 13. Jahrhundert. Sie steht östlich von Wehrland auf einer Anhöhe mit Aussicht über den Peenestrom und zum Gnitz. Die Kirche gehört zur Gemeinde Lassan, Bauer und Pinnow-Murchin, die seit 2012 Teil der Propstei Demmin im Pommerschen Evangelischen Kirchenkreis der Evangelisch-Lutherischen Kirche in Norddeutschland ist. Vorher gehörte sie zum Kirchenkreis Greifswald der Pommerschen Evangelischen Kirche.

## Geschichte
Der Chor wurde um 1285 errichtet, wenig später das Kirchenschiff angebaut. Der westliche Giebel wird nach seinen Backsteinblenden auf das 14. Jahrhundert datiert. Die Ausbesserungsarbeiten an einem heute nicht mehr existierenden Turm sind für 1598 beurkundet. Dach- und Deckenbalken wurden um 1700 erneuert, dabei der Chor und die Kanten des Kirchenschiffs erhöht. 1839 wurden umfangreiche Sanierungsmaßnahmen durchgeführt. Neben den Instandsetzungsarbeiten am Gebäude erhielt die Kirche eine neue Ausstattung. Der Kirchhof wurde erweitert und mit einer Steinmauer umfriedet. In den Jahren 2007 und 2008 erfolgte die Sanierung von Dach und Fassade. Dabei wurde eine barocke Chordecke gefunden, die 2008 wieder eingebaut wurde.

## Gebäude

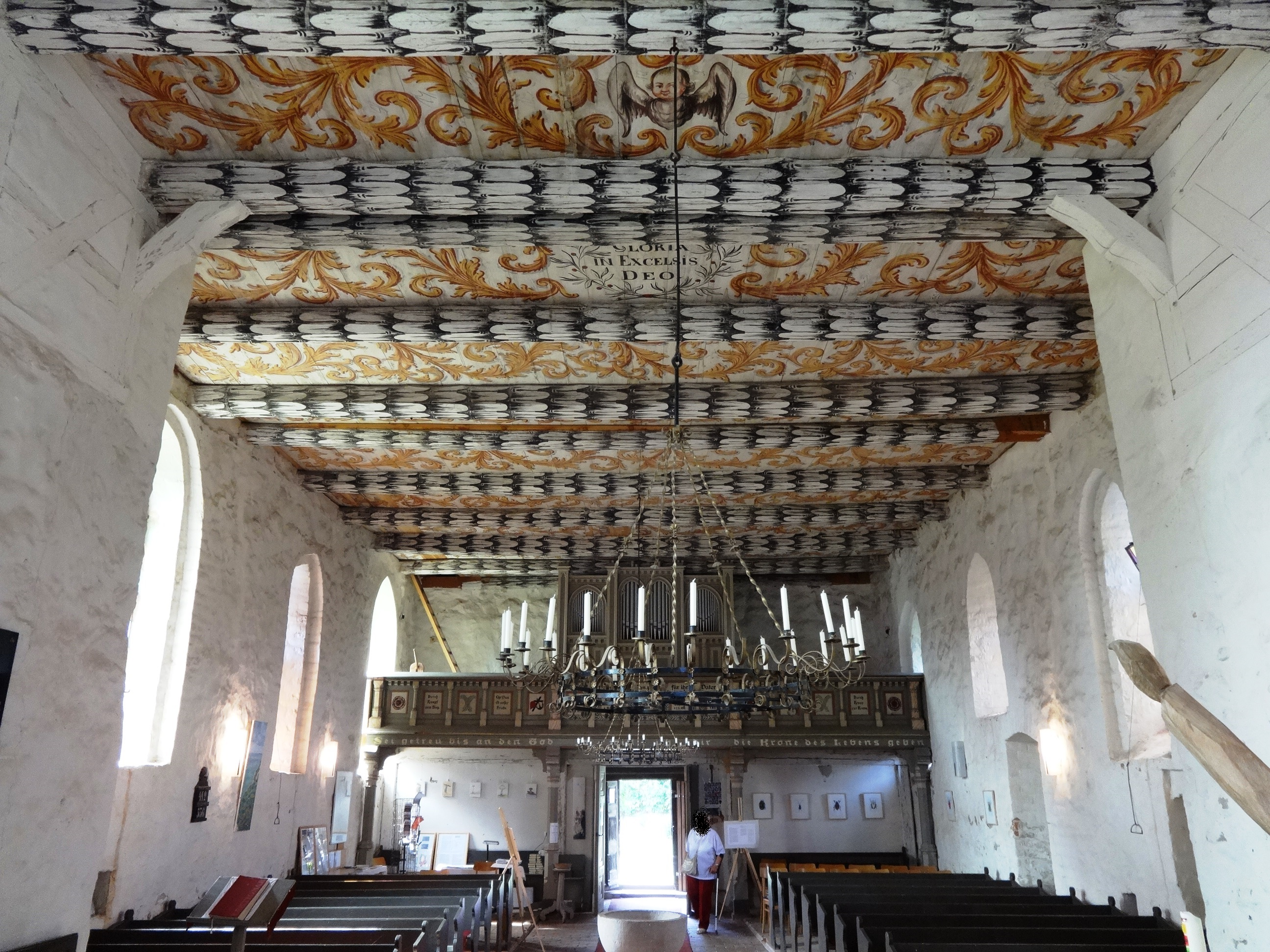
Barocke Decke und Orgelempore

Die Kirche ist ein rechteckiger Feldsteinbau mit eingezogenem, gerade geschlossenem Chor. In der Nord- und Südwand von Kirchenschiff und Chor befinden sich Spitzbogenfenster in Backsteingewänden. Das Chorfenster ist mit vierfach gestuften roten Mauersteinen eingefasst und wurde 2013 erneuert. Ein großes Ostfenster mit drei eingestellten Rundstäben in den Abstufungen des abgetreppten Backsteingewändes ist vermauert. Die Schichtung der Feldsteine deutet an, dass das Satteldach des Chores zu einer früheren Zeit aufgemauert wurde. Auf der Nordseite des dreijochigen Schiffes befindet sich ein zugemauertes Portal, das mit roten Mauersteinen eingefasst ist. Das Westportal hat einen abgestuften Kämpferwulst in Backstein. Darüber befindet sich ein Backsteingiebel mit Spitzbogen- und Rautenblenden. An den Traufen und am First befinden sich Backsteinfialen.
An der Südseite des Gebäudes befindet sich ein freistehender Glockenturm aus Holz mit einem Satteldach und zwei Glocken.

## Ausstattung

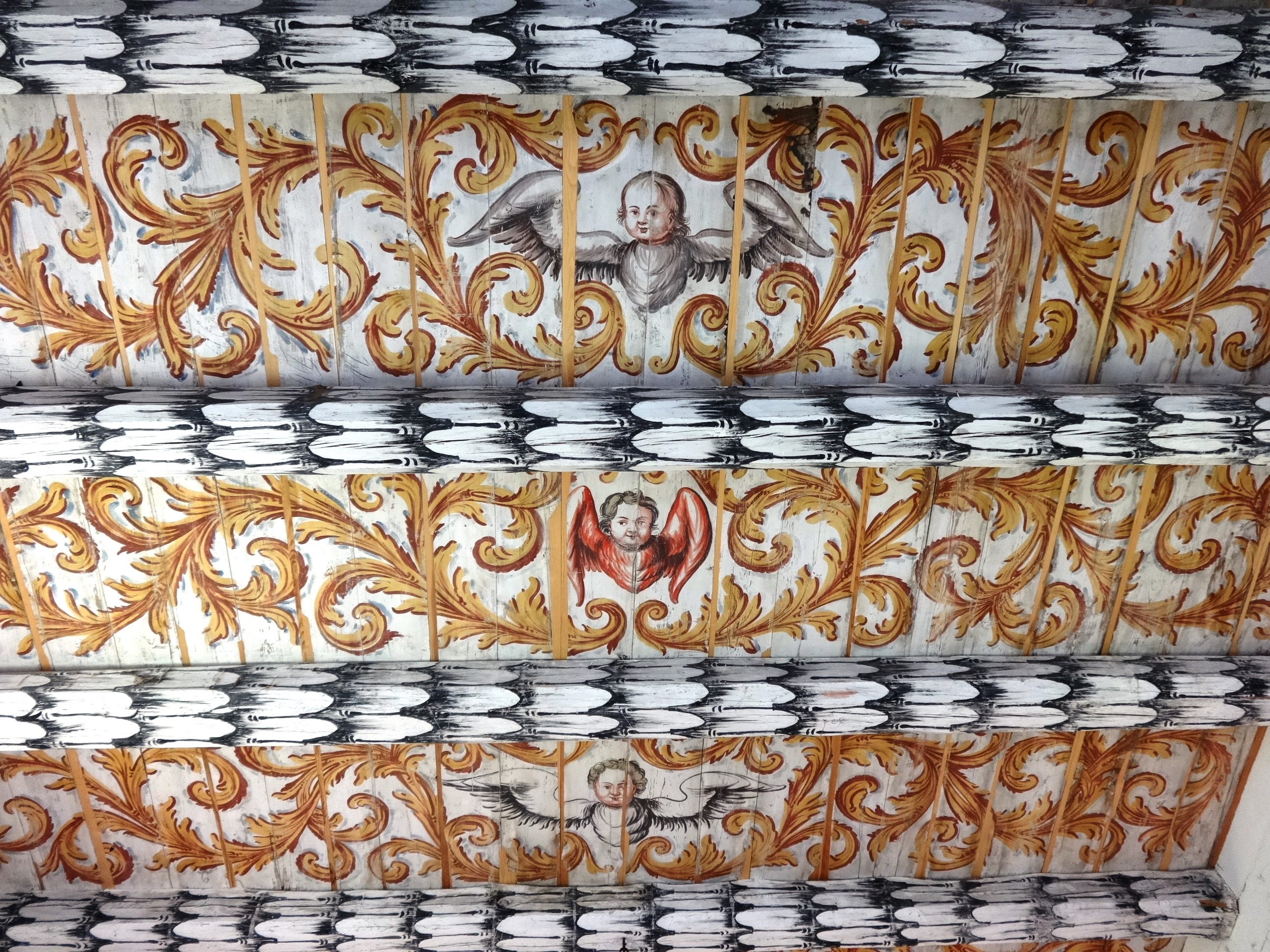
Barocke Bemalung der Decke

Die Kirche hat eine flache Balkendecke mit barocker Rankenornamentbemalung, die auf etwa 1708 datiert wird. Neben den goldfarbenen Ranken sind mehrere Putten sowie der Text „Gloria In Excelsis Deo“ (Ehre sei Gott in der Höhe Lk 2,14 , Beginn des lateinischen Hymnus Gloria) zu sehen. Die nördliche und südliche Wand des Chores bestehen im oberen Teil aus Backsteinfachwerk. An der östlichen Chorwand legte man während der letzten Sanierung eine mittelalterliche Malerei frei. An der nördlichen Chorwand befinden sich zwei Epitaphe, die an die Familie von Quistorp erinnern: Hans Ulrich von Quistorp (1904–1946) sowie Ulrich von Quistorp (1860–1903). Gegenüber erinnern zwei weitere Epitaphe an Albert Voss (1842–1866), den Sohn des Erbauers des Herrenhauses, sowie an die Familie von Lepel. Die Orgelempore ist in einem schlichten grau-weißen Ton gehalten und erinnert an die Gefallenen aus dem Ersten Weltkrieg.
Der schlicht gehaltene Taufstein ist eine mittelalterliche Kuppa aus gotländischem Kalkstein. Die Altarmensa besteht aus Ölandstein. Weiterhin ist eine Sakramentsnische mit mittelalterlicher Tür vorhanden, auf der Ranken und innen Sterne auf blauem Grund gemalt sind. Ein Knüpfteppich im Chor zeigt drei der vier Evangelistensymbole und stammt aus der Mitte des 19. Jahrhunderts. Er war ein Geschenk von Mia von Quistorp.

## Orgel

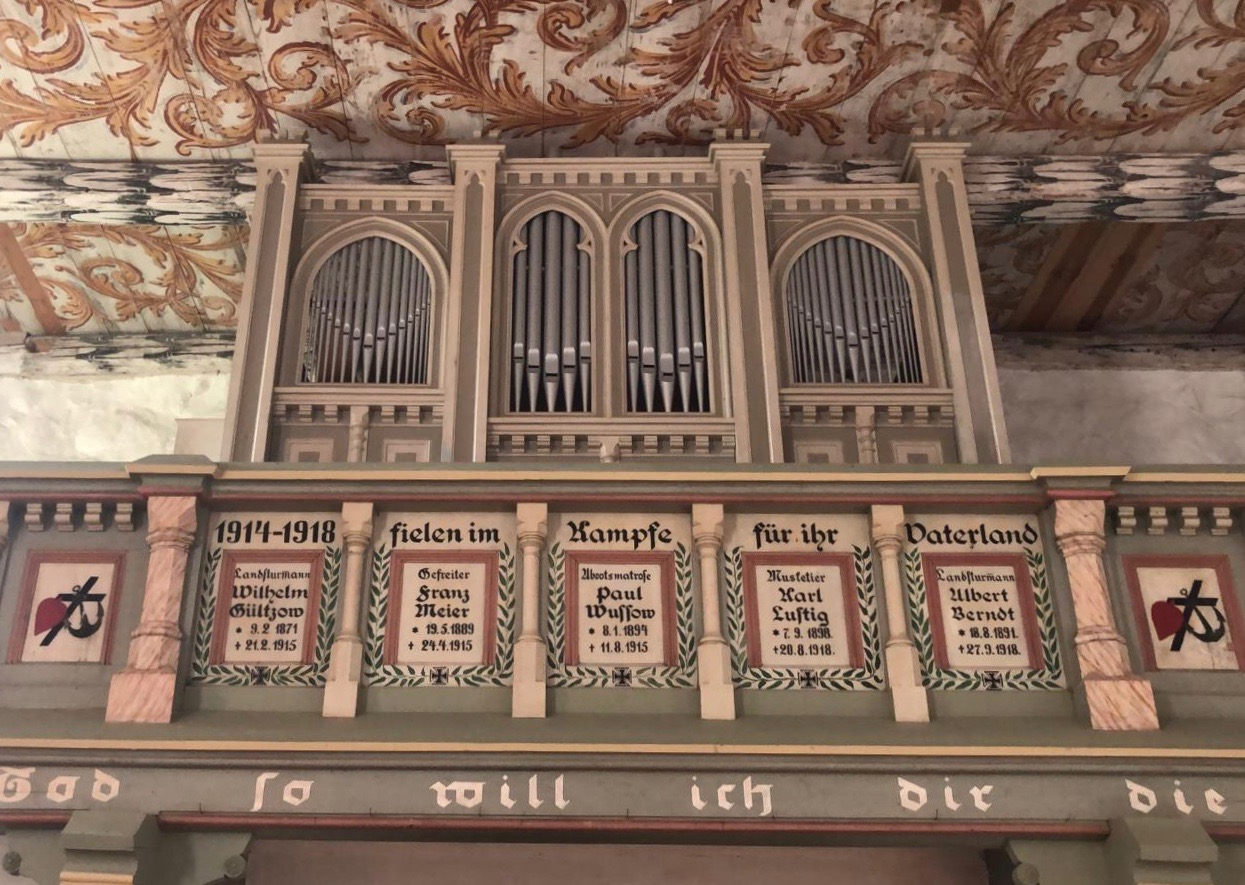
Orgelprospekt (Foto: Sarah Reinhold)

Die Orgel mit neugotischem Prospekt wurde 1866 von Wilhelm Remler aus Berlin gebaut. Sie ist die einzige Orgel Remlers in Vorpommern und verfügt über zwei Manuale und Pedal und 8 Register. 2009 wurde die Sanierung der Orgel durch den Orgelbaumeister Andreas Arnold abgeschlossen. Er rundete zuvor verbeulte Metallpfeifen wieder aus und überholte alle 405 Pfeifen. Die Disposition lautet:
| I Manual C–f3 |           |    |
| 1.            | Principal | 8′ |
| 2.            | Gedact    | 8′ |
| 3.            | Octave    | 4′ |
| 4.            | Gedact    | 4′ |
| 5.            | Octave    | 2′ |

| II Manual C–f3 |                |    |
| 6.             | Salicional     | 8′ |
| 7.             | Flauto amabile | 4′ |

| Pedal C–d1 |             |     |
| 8.         | Subbaß      | 16′ |
| 9.         | Pedalcoppel |     |

## Glocken

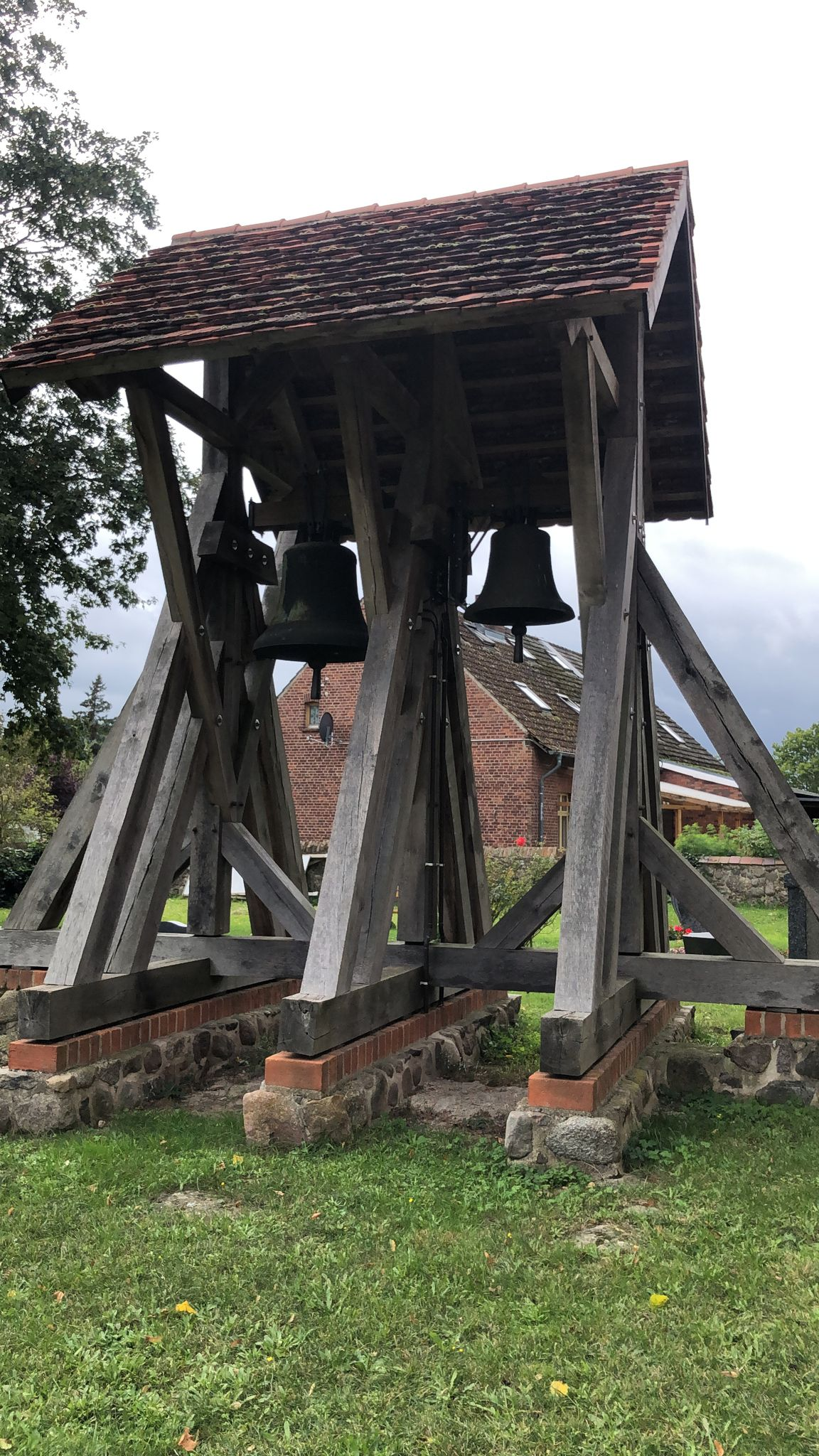
Holzglockenträger aus dem Jahr 2007 (Foto: Sarah Reinhold)

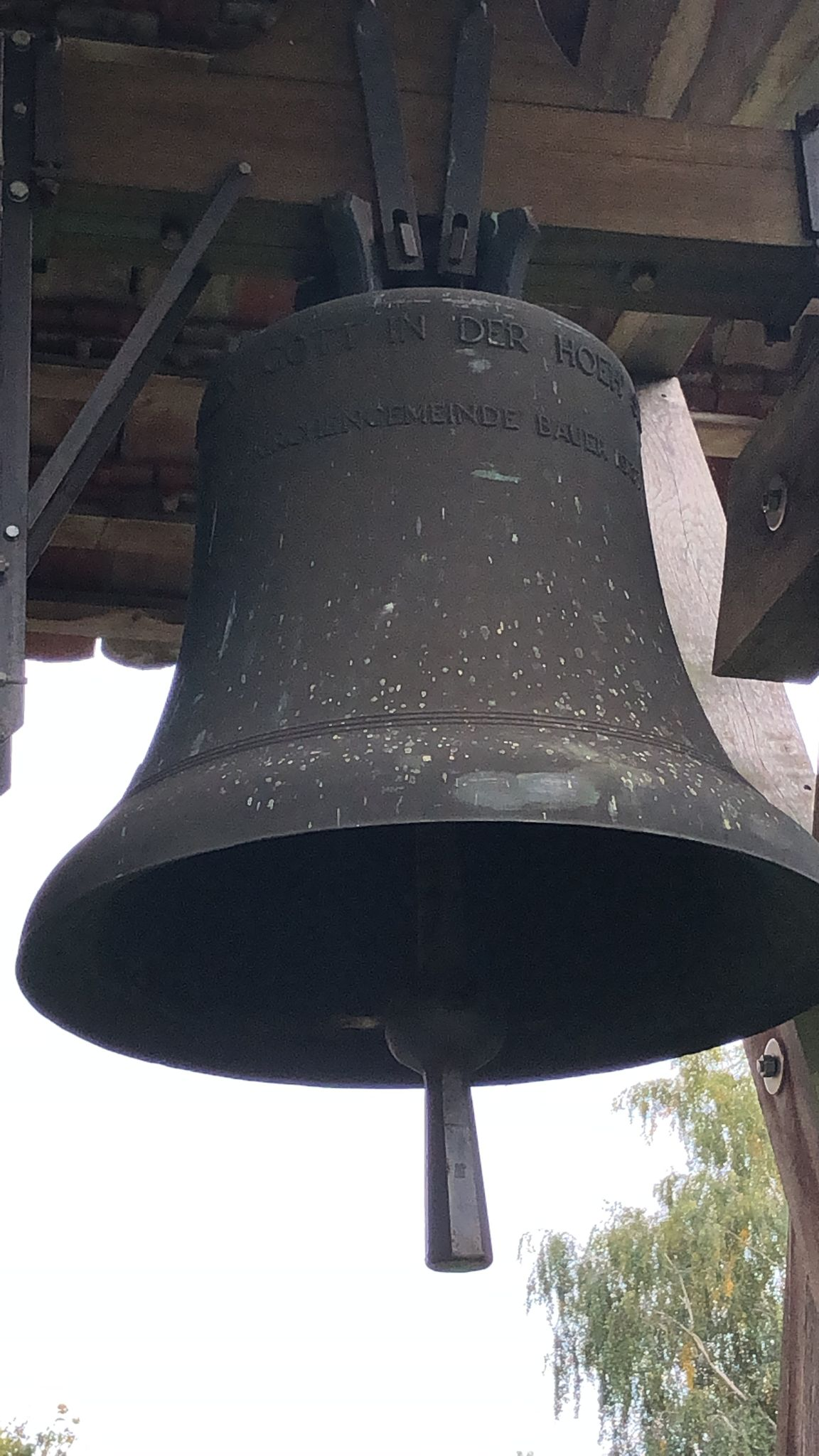
Glockeninschrift aus dem Jahr 1937 (Foto: Sarah Reinhold)

Zwei Bronzeglocken hängen neben der Kirche in einem bedachten Glockenträger. Bis zum Jahr 2007 handelte es sich um einen Glockenträger aus Eisen mit nur einer Glocke aus dem Jahr 1937. Siehe Bild oben. Im Jahr 2007 wurde ein neuer hölzerner Glockenträger mit zwei Gefachen errichtet, in dem heute sowohl die alte Glocke von 1937 sowie eine neue Glocke hängen. Mit der neuen Glocke erhielt auch die alte Glocke einen neuen Klöppel.
| Glocke           | I                             | II            |
| ---------------- | ----------------------------- | ------------- |
| Gießer           | Franz Schilling Söhne, Apolda | Rincker, Sinn |
| Gussjahr         | 1937                          | 2007          |
| Durchmesser (mm) | 830                           | 676           |
| Gewicht (kg)     | 350                           | 181           |
| Schlagton        | b‘                            | d‘‘           |

Glockeninschriften:
Glocke I
Allein Gott in der Höh` sei Ehr!
Kirchengemeinde Bauer 1937
Glocke II
Ehre sei Gott in der Höhe